# 슈카르다섬

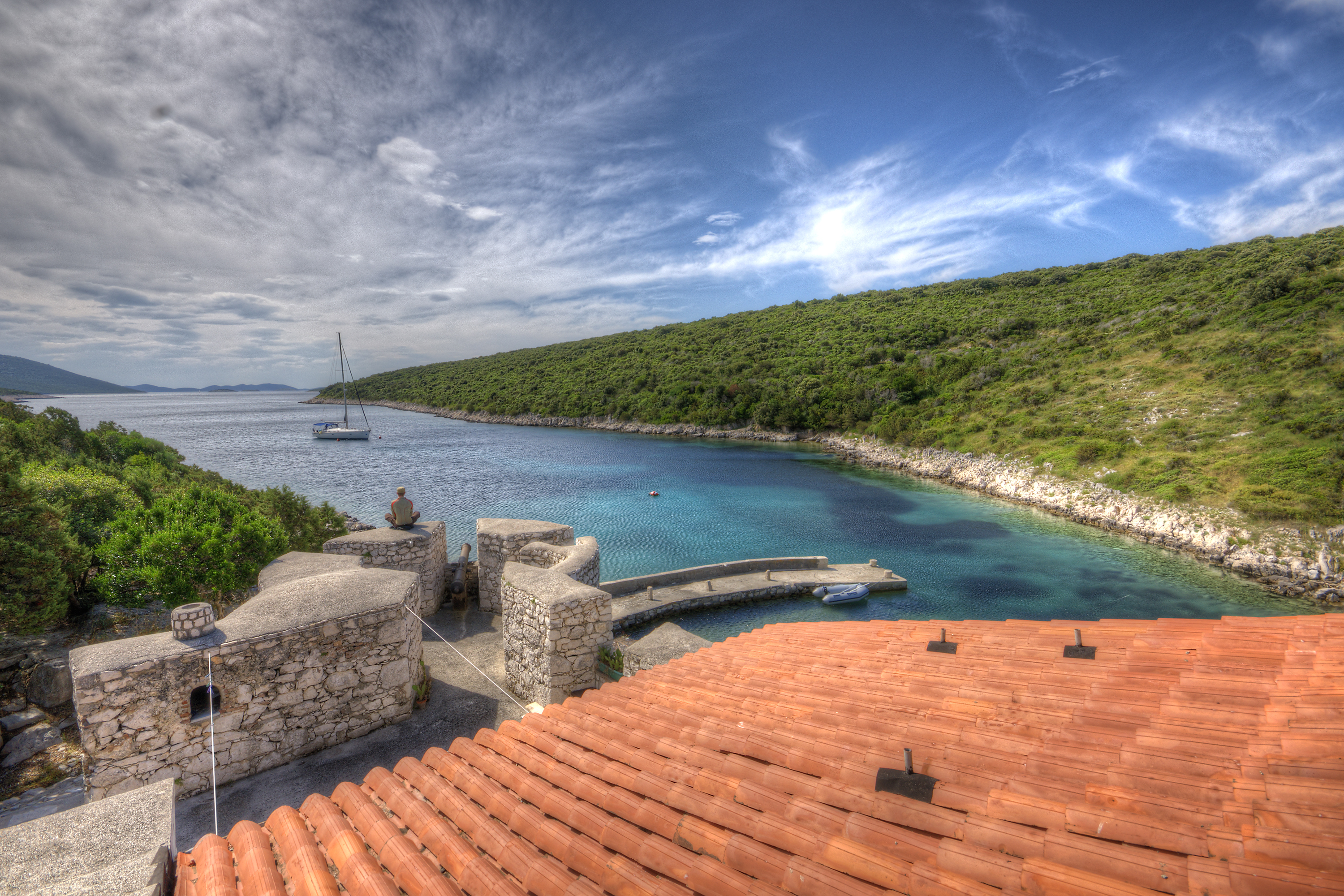

슈카르다섬(크로아티아어: Škarda)은 아드리아해에 위치한 크로아티아의 무인도로 면적은 3.78km2, 높이는 102m이다. 행정 구역상으로는 자다르주에 속한다.